# Agnus Dei

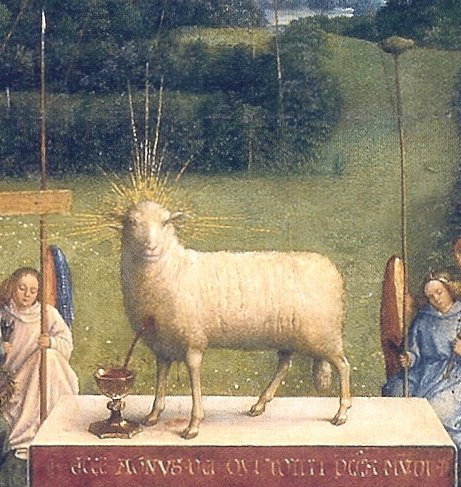
”Agnus Dei” pe tripticul lui
Jan van Eyck în catedrala Saint Bavo din Gent, Belgia

Agnus Dei, în traducere „mielul lui Dumnezeu”, este denumirea dată lui Isus Cristos în Evanghelia lui Ioan (1,29, 1,36) și în Apocalipsa lui Ioan (5,6-14).
În Evanghelia lui Ioan (Ioan 1:29), Hristos este desemnat astfel de Ioan Botezătorul: Ecce agnus Dei, ecce qui tollit peccatum mundi, ceea ce în limba română sună în felul următor: „Iată mielul lui Dumnezeu, cel ce ridică păcatul lumii.”
Expresia a fost introdusă în Liturghie în sec. al VII-lea, de către Papa Sergiu I, ca invocație liturgică care însoțește frângerea Pâinii consacrate și-i pregătește pe credincioși la primirea Sfintei Împărtășanii. În cursul Sfintei Liturghii, această invocație este repetată, de câte ori este necesar, până se încheie frângerea Pâinii. Toate litaniile se termină cu tripla invocație: „Mielul lui Dumnezeu”.